# Jüdische Freischule Berlin

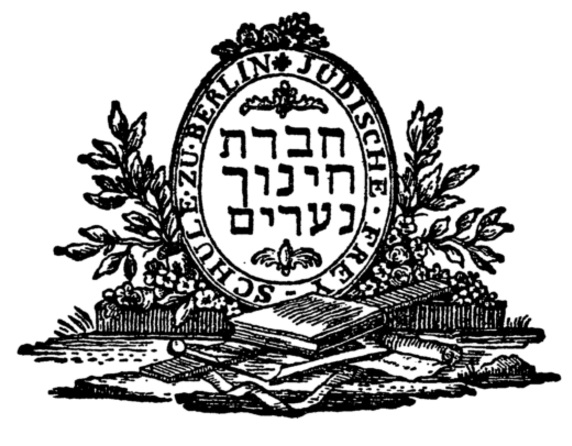
Logo der Jüdischen Freyschule Berlin, 1779

Die Jüdische Freischule Berlin („Jüdische Freischule für mittellose Berliner Kinder“; hebräisch חברת חינוך נערים, Chewrat Chinuch Ne'arim) wurde 1778 von David Friedländer gemeinsam mit Isaak Daniel Itzig, seinem Schwager, und Hartwig Wessely gegründet. Ihre Leitung übernahm Friedländer, nach wenigen Jahren Itzig, 1806 gefolgt von Lazarus Bendavid.
Friedländer und sein Freund Moses Mendelssohn wollten so den Gedanken der Toleranz verbreiten und damit zur Emanzipation der Juden beitragen. Sie ließen in deutscher Sprache unterrichten, damit sich die Juden im bürgerlichen deutschen Milieu integrieren konnten.
Zur Finanzierung dieser Einrichtung beantragten David und sein Schwager Daniel Itzig 1784 die Erlaubnis zur Gründung einer Druckerei, die Friedrich II. nur für hebräischen Satz erteilte. Die in diesem Haus publizierte Zeitschrift Ha-Meassef (Der Sammler) wurde zum wirkungsvollen Organ der Haskala, der jüdischen Aufklärung, und wird oft mit der Berlinischen Monatsschrift verglichen.
Bestrebungen, der Schule die staatliche Anerkennung zu verschaffen, blieben erfolglos, bis die Freischule 1825/1826 mit den Talmud-Tora-Schulen der Gemeinde zur Jüdischen Gemeindeschule vereinigt wurde.